# Crepidium oliganthum
Crepidium oliganthum là một loài thực vật có hoa trong họ Lan. Loài này được (Schltr.) Szlach. mô tả khoa học đầu tiên năm 1995.